# ヘフター調査研究所
ヘフター調査研究所(Heffter Research Institute)は、典型的な幻覚剤の研究を促進するための、アメリカ歳入法の501(c)(3)に基づく非営利団体で、主にシロシビンが心に作用し苦痛を軽減することについて、大きく理解することに貢献した。1993年にヴァーチャルな研究所として設立され、主に学術および臨床の科学者に資金提供し、2011年から2014年には310万ドル以上の助成金を集めてきた。ヘフターのこれまでの臨床試験の焦点は、がんの終末期の不安や抑うつにシロシビン併用治療や、アルコールおよびニコチン依存症である。

## 歴史
アーサー・ヘフターは1890年代後半にサボテンのペヨーテからメスカリンを初めて単離した化学者・薬理学者・医師である。

### 設立と歴史
研究所は、1993年にデヴィッド・E・ニコルズによって設立された。共同設立者には、マーク・ジェイヤー、ジョージ・グリア、チャールズ・グロフ、デニス・マッケナが含まれる。
当時、サイケデリック研究は約20年にわたり休止状態にあり、政府から出資される理由もなく、この分野の研究を再開するには民間資金を調達する必要があった。研究所は、資金を確保し、科学的な評価のための研究計画を評価する目的で作られた。非営利団体としてニューメキシコ州に設立され、1994年に501(c)(3)に基づくこととなった。
最初の10年の研究の焦点は、主にMDMAの効果と作用機序や、ロシアにおけるヘロイン依存症に対するケタミンによる治療の臨床研究であった。
21世紀には主な焦点はシロシビンとなり、アリゾナ大学で強迫性障害を治療するために、アメリカで最初にサイケデリック治療研究に出資した。

## 研究
研究所は、幻覚剤研究も関する80以上の科学文献を発表してきた。

### がんの精神的苦痛
ある出資研究では、単回のシロシビンの投与が、がん患者における不安と抑うつ症状を有意に緩和するという結果が得られている。ニューヨーク大学とジョンズ・ホプキンズ大学における、この治療法の2つの大規模な臨床試験に研究所は出資してきており、2016年に結果が出版されるとみられている。シロシビンをがん患者の不安と抑うつに用いるための承認を得るための治験の第III相試験を支援する。

### 依存症
研究所が支援する、シロシビンを用いた依存症の治療研究が、5つ出版されてきた。2つは小さな予備研究で、アルコールと喫煙に対して有意に良好な結果を示した。2016年初頭に、同じ研究が、ニューヨーク大学とジョンズ・ホプキンズ大学にて行われている。
初期の2つの研究は、ヘロイン依存症に対するケタミンによる治療で、良好な結果が示された。

### スピリチュアリティ
アヤワスカとシロシビンに関するスピリチュアル体験と実践についての研究が、いくつか出版されている。

### 神経科学研究
研究所が支援する神経科学研究は、70研究以上が出版されてきた。ほとんどがヘフター調査研究所の役員であるチューリッヒ大学の Franz Vollenweider が主任研究員である。そのひとつの研究は、シロシビンが脳において否定的な感情の処理を阻害するということを見出している。